# Nekomata Master
Naoyuki Sato (佐藤直之, Satō Naoyuki), mais conhecido como Nekomata Master (猫叉Master) é um compositor de música de jogos eletrônicos japonês. Trabalhando na Konami desde 1999, é conhecido internacionalmente por seu trabalho na série Pro Evolution Soccer e no Japão pela série Bemani. Atualmente, Nekomata é gerente da divisão de esporte eletrônico da Konami Amusement, com trabalhos na Bemani Pro League.